# École
École is een gemeente in het Franse departement Savoie (regio Auvergne-Rhône-Alpes) en telt 238 inwoners (1999). De plaats maakt deel uit van het arrondissement Chambéry.

## Geografie
De oppervlakte van École bedraagt 31,1 km², de bevolkingsdichtheid is 7,7 inwoners per km².
De onderstaande kaart toont de ligging van École met de belangrijkste infrastructuur en aangrenzende gemeenten.

## Demografie
Onderstaande figuur toont het verloop van het inwonertal (bron: INSEE-tellingen).

## Foto's

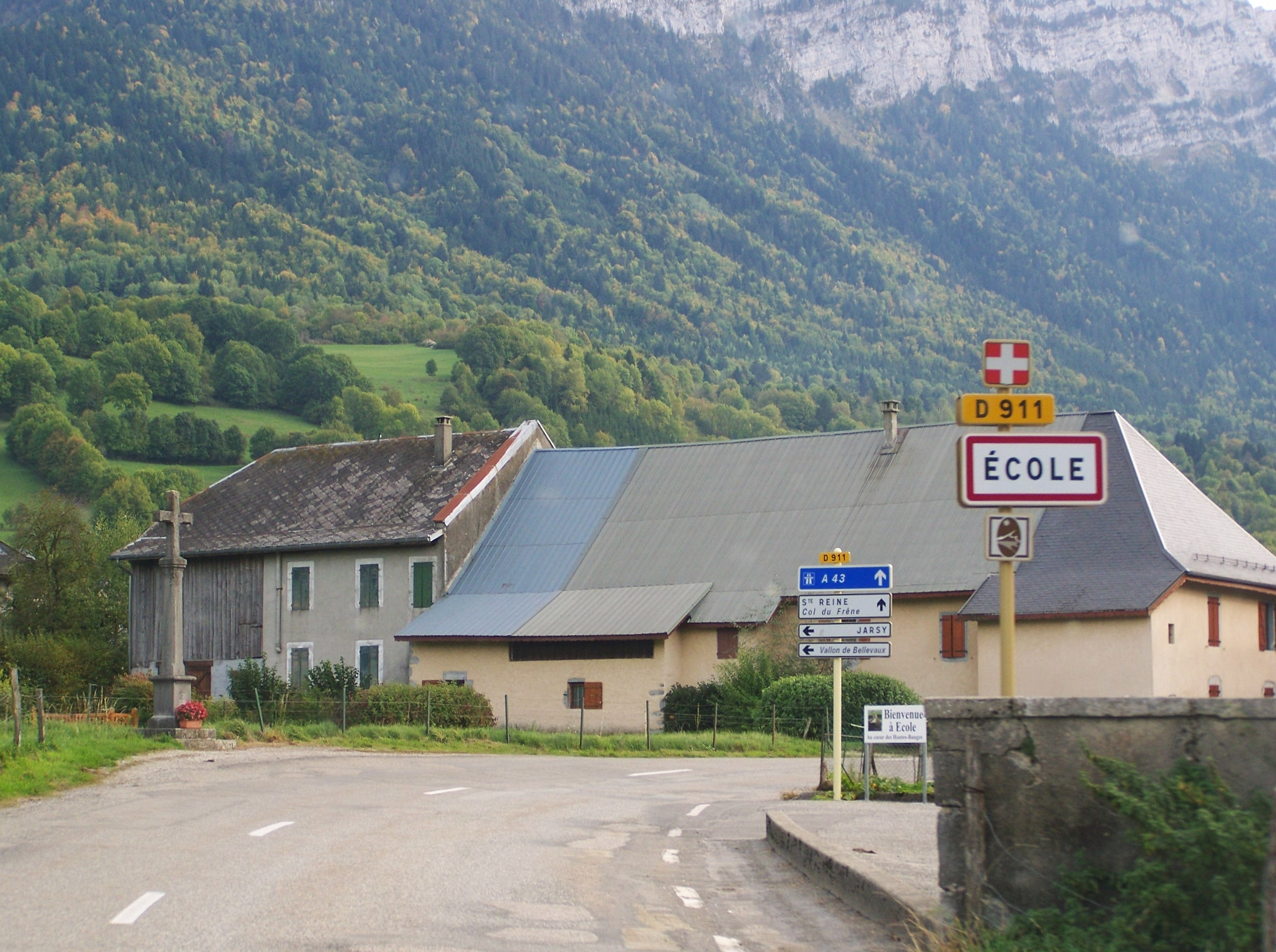
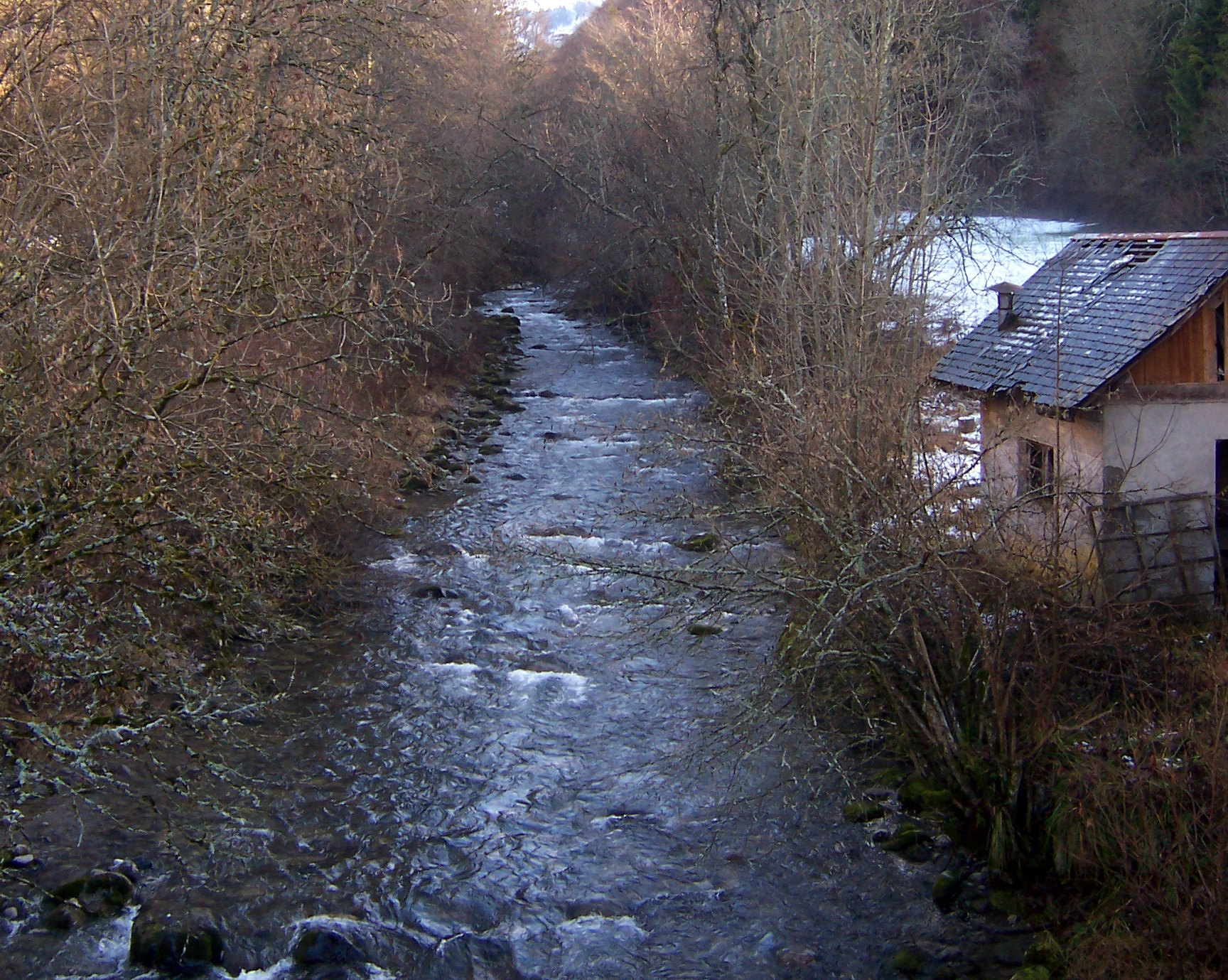
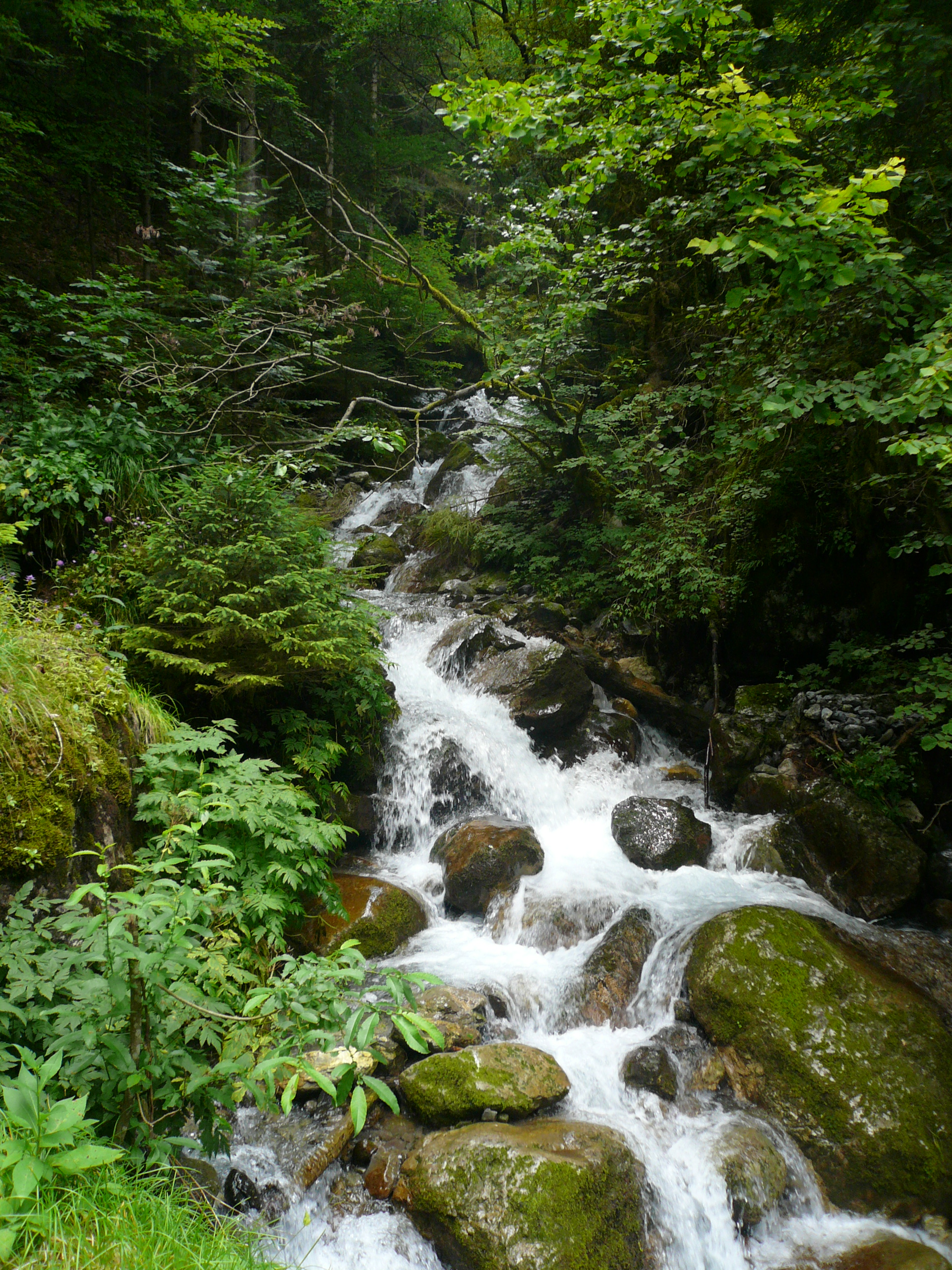
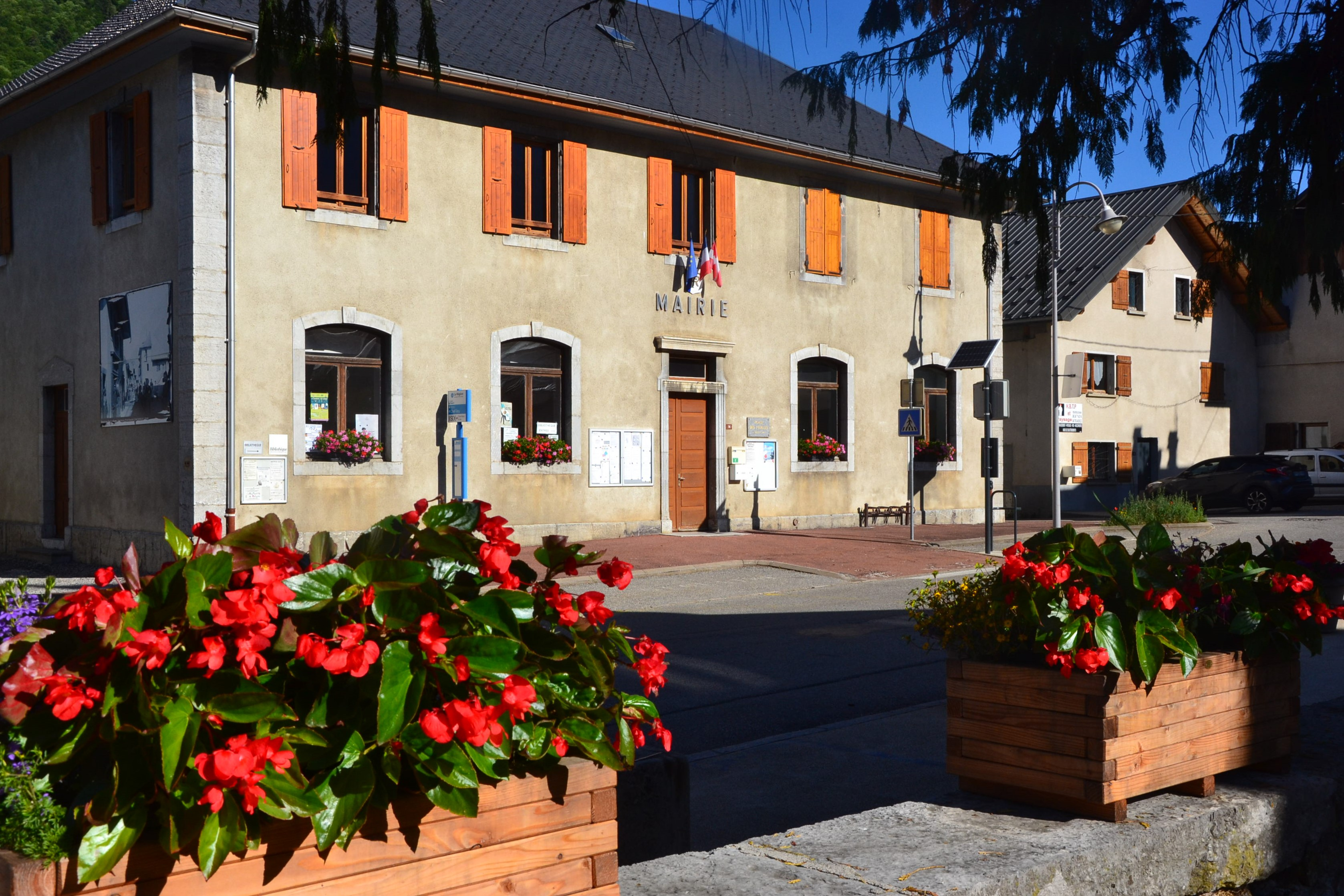
Gemeentehuis